# El nuevo mundo de los gnomos

El nuevo mundo de los Gnomos es una serie de animación para televisión. Fue creada por BRB Internacional  y producida por Antena 3, CLT UFA , Panini. Era emitido en Antena 3, en el espacio para el programa Club Megatrix.
Es la 3ª serie que narra la vida de los Gnomos, siendo un reboot de David el Gnomo, retomando a los personajes de David y Lisa. Al igual que sus predecesoras, la serie tiene y transmite mensajes de ecología, naturaleza, amistad y justicia. Fue una serie educativa que tuvo una gran acogida entre los más pequeños.
Todo capítulo tiene la misma estructura narrativa, a David se le presenta un problema medioambiental en alguna parte del mundo, y es enviado hasta allí para repararlo.

## La vida de los Gnomos
La serie presenta a los gnomos como una especie bonachona, de 15 centímetros de altura, a los que se debe añadir el gorro cónico omnipresente, y entre 250 y 300 gramos de peso. Según su hábitat, se distinguen distintos tipos de gnomos: el del bosque, el del jardín, el de la granja, el de la casa, el de las dunas y el siberiano. Normalmente se casan a la edad de 100 años y su longevidad es exactamente 400 años. Claman ser siete veces más fuerte que un hombre, en relación con su tamaño, pero deben andar con cuidado de no ser pisoteados por estos cuando se adentran en el bosque.
Viven en pareja en cómodas cuevas o en "madrigueras" bajo un gran árbol, en compañía de una pareja de ratones y un grillo guardián. Su dieta es ovovegetariana, sólo comen los productos de la naturaleza y los huevos que les regalan las aves que han tenido una puesta muy abundante. Se ayudan de los animales del bosque para viajes de largas distancias o cuando se requiere llegar pronto a un sitio. Son grandes conocedores de los secretos de la naturaleza y detestan los daños que el ser humano le causa. Tienen el poder de la telepatía.
Sus principales enemigos son los troles, unos personajes malolientes y torpes que siempre están incordiando a los demás habitantes del bosque.

## Personajes
- David: es uno de los gnomos más antiguos y sabios que residen en la faz de la tierra. Es Caballero Real del Medio Ambiente, cuya misión es guiar a los gnomos en la defensa del planeta, que los humanos están destruyendo.
- Lisa: es la mujer de David, es tan mayor como él. Juntos tuvieron dos hijos, Noelia y Harold. Se encarga de las labores del hogar, aunque no duda en acompañar y ayudar a David en sus diversas aventuras.
- Tomte: es el sobrino de David, siempre le acompaña en sus viajes. Aunque sea un poco patoso, ayuda en lo que puede para facilitar la tarea a David.
- Millius: es el jefe del centro que regula el Medio Ambiente. Él recibe los mensajes de peligro alrededor del mundo y se los asigna a David. Además tiene poderes, los cuales los usa para ayudar a la naturaleza
- Trolls: Los tres antagonistas de la serie: Babas, el líder, quien tiene como mascota una araña llamada Patas; Bruto, quien tiene como mascota un lagarto llamado Garto; y Tufo, quien tiene como mascota un murciélago llamado Vampi. Los tres se dedican a destruir el medio ambiente.

## Música
La banda sonora de la serie contó con la participación de Marta Sánchez y Albert Hammond.

## Lista de Episodios
- 1. Los señores de la jungla
- 2. El gran incendio
- 3. El canto de la ballena
- 4. La leyenda del tigre
- 5. Cambio de actitud
- 6. Aventura en el Amazonas
- 7. Humedales en peligro
- 8. Gnomos al rescate
- 9. Extinguidos para siempre
- 10. Ladrones de arrecifes
- 11. El enemigo invisible
- 12. Un viaje increíble
- 13. Paladín, caballero del agua
- 14. Salvemos el río
- 15. El agujero en el cielo
- 16. Rocky Rinoestrella
- 17. La Expo de los Gnomos
- 18. La senda de los pandas
- 19. Odisea en el Mediterráneo
- 20. Expedición de elefantes
- 21. Los Gnomos en Australia
- 22. Perdidos por un día
- 23. La isla perdida
- 24. Tortugas en peligro
- 25. Oasis
- 26. La boda más larga

## Premios
| Año  | Premio          | Categoría                       | Resultado |
| ---- | --------------- | ------------------------------- | --------- |
| 1998 | Premio de MIDIA | Mejor serie de dibujos animados | Ganadora  |

- Datos: Q12164482